# 1730
Перша наукова революція •  Глухівський період в історії Гетьманщини •  Російська імперія

## Геополітична ситуація
Османську імперію очолив Махмуд I, який прийшов до влади, скинувши Ахмеда III (до 1754). Під владою османського султана перебувають Близький Схід та Єгипет, Середземноморське узбережжя Північної Африки, частина Закавказзя, значні території в Європі: Греція, Болгарія та Сербія. Васалами османів є Волощина та Молдова.
Священна Римська імперія охоплює, крім німецьких земель, Угорщину з Хорватією, Трансильванію, Богемію, Північну Італію, Австрійські Нідерланди. Її імператор — Карл VI Габсбург (до 1740). Король Пруссії — Фрідріх-Вільгельм I (до 1740).
На передові позиції в Європі вийшла Франція, якою править Людовик XV (до 1774). Франція має колонії в Північній Америці та Індії.
Король Іспанії — Філіп V з династії Бурбонів (до 1746). Королівству Іспанія належать південь Італії, Нова Іспанія, Нова Гранада та Віцекоролівство Перу в Америці, Філіппіни. Королем Португалії є Жуан V (до 1750). Португалія має володіння в Бразилії, в Африці, в Індії, в Індійському океані й Індонезії.
Північ Нідерландів займає Республіка Об'єднаних провінцій. Вона має колонії в Північній Америці, Індонезії, на Формозі та на Цейлоні. Великою Британією править Георг II (до 1760). Британія має колонії в Північній Америці, на Карибах та в Індії. Король Данії та Норвегії — Крістіан VI, змінивши свого батька Фредеріка IV (до 1746), на шведському троні сидить Фредерік I (до 1751). На Апеннінському півострові незалежні Венеціанська республіка та Папська область. у Речі Посполитій королює Август II Сильний (до 1733). На троні Російської імперії Петра II змінила Анна Іванівна (до 1740).
Україну розділено по Дніпру між Річчю Посполитою та Російською імперією. Гетьман Лівобережної України — Данило Апостол. Пристановищем козаків є Олешківська Січ. Існує Кримське ханство, якому підвладна Ногайська орда.
В Ірані правлять Сефевіди.
Значними державами Індостану є Імперія Великих Моголів, Імперія Маратха. В Китаї править Династія Цін. У Японії триває період Едо.

## Події

### В Україні
- Триває генеральне слідство про маєтності.
- Засновано Оброшинський дендропарк.

### У світі
- Після смерті Петра II російською імператрицею стала Анна Іванівна. Почався період в історії Росії, названий Біронівщина.
- У травні першим де-факто прем'єр-міністром Великої Британії став Роберт Волпол.
- Почався понтифікат Климента XII.
- Королем Норвегії після смерті батька став Крістіан VI.
- Султаном Османської імперії у результаті повстання став Махмуд I.
- Побудовано Ладозький канал.

### Наука і культура
- Опублікована формула Муавра.
- Джеймс Стірлінг опублікував Methodus differentialis, sive tractatus de summatione et interpolatione serierum infinitarum, один з перших підручників з матаналізу.
- Розроблено шкалу Реомюра.
- Поставлено оперу Генделя «Партенопа».

## Народились
- 26 червня — Шарль Мессьє, астроном